# 1970 na literatura

## Nascimentos
| Data           | Nome             | Profissão                       | Nacionalidade        | Observações | Ref |
| -------------- | ---------------- | ------------------------------- | -------------------- | ----------- | --- |
| 10 de abril    | José Paulo Lanyi | escritor, jornalista e cineasta | Brasil               |             |     |
| 1 de maio      | Fernanda Young   | escritora e roteirista          | Brasil               | m. 2019     |     |
| 21 de setembro | Raquel Arbaje    | escritora e empresária          | República Dominicana |             |     |
| ?              | Jason Burke      | jornalista e escritor           | Inglaterra           |             |     |

## Mortes
| Data            | Nome                     | Profissão                                                  | Nacionalidade  | Observações | Ref |
| --------------- | ------------------------ | ---------------------------------------------------------- | -------------- | ----------- | --- |
| 18 de fevereiro | Lupe Cotrim              | poetisa e tradutora                                        | Brasil         | n. 1933     |     |
| 9 de março      | Matias de Lima           | poeta                                                      | Portugal       | n. 1885     |     |
| 11 de março     | Erle Stanley Gardner     | advogado e escritor                                        | Estados Unidos | n. 1887     |     |
| 7 de junho      | Edward Morgan Forster    | escritor                                                   | Inglaterra     | n. 1879     |     |
| 15 de junho     | Almada Negreiros         | pintor, escritor, poeta, ensaísta, dramaturgo e romancista | Portugal       | n. 1893     |     |
| 10 de julho     | Augusto Meyer            | jornalista, ensaísta, poeta, memoralista e folclorista     | Brasil         | n. 1902     |     |
| 1 de setembro   | François Mauriac         | escritor                                                   | França         | n. 1885     |     |
| 25 de setembro  | Erich Maria Remarque     | escritor                                                   | Alemanha       | n. 1898     |     |
| 22 de outubro   | Aníbal Freire da Fonseca | jurista e jornalista, Imortal da ABL                       | Brasil         | n. 1884     |     |

## Prémios literários
- Nobel de Literatura - Aleksandr Isaevich Solzhenitsyn
- Prémio Machado de Assis - Octávio de Faria
- Prémio Hans Christian Andersen - Gianni Rodari